# ATP Challenger Pembroke Pines
Der ATP Challenger Pembroke Pines (offiziell: Pembroke Pines Challenger) war ein Tennisturnier, das 1991 und 1992 in Pembroke Pines, Florida, stattfand. Es gehörte zur ATP Challenger Tour und wurde im Freien auf Sand gespielt.

## Liste der Sieger

### Einzel
| Jahr | Sieger           | Finalgegner    | Ergebnis      |
| ---- | ---------------- | -------------- | ------------- |
| 1992 | Leonardo Lavalle | Daniel Orsanic | 6:4, 7:6      |
| 1991 | Raúl Viver       | Jimmy Brown    | 6:3, 1:6, 7:6 |

### Doppel
| Jahr | Sieger                         | Finalgegner                   | Ergebnis      |
| ---- | ------------------------------ | ----------------------------- | ------------- |
| 1992 | Rikard Bergh Trevor Kronemann  | Brad Pearce Todd Witsken      | 6:3, 6:3      |
| 1991 | Roberto Saad Tobias Svantesson | Glenn Layendecker Brad Pearce | 4:6, 6:3, 6:2 |